# Ненасыщенная связь

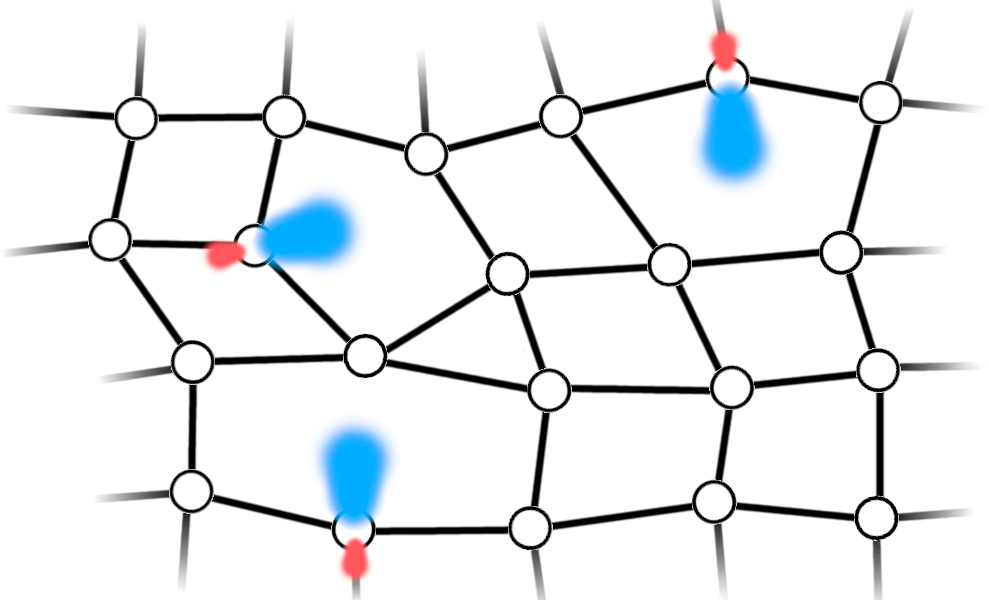
Схематическое изображение оборванных связей в аморфном кремнии. Оборванные связи изображены как сине-красные гибридные sp^{3} орбитали.

Ненасыщенная связь (оборванная связь) в теории валентности представляет собой незаполненную оболочку атома в молекуле или в твёрдом теле.
Для того, чтобы получить достаточное количество электронов, чтобы заполнить их валентные оболочки (см. также правило октета), множество атомов образуют ковалентные связи с другими атомами. В простейшем случае, это одинарная связь, два атома вносят по одному неспаренному электрону, и в результате пара электронов является общей для обоих атомов. Атомы, которые имеют слишком мало электронов для образования связей с соседями и которые имеют неспаренные электроны называются свободными радикалами; также так называют молекулы, содержащие такие атомы. Когда свободный радикал существует в иммобилизованной среде, например, в твердой, он называется «иммобилизованным свободным радикалом» или «ненасыщенной связью».
Свободные и иммобилизованные радикалы демонстрируют очень разные химические характеристики в отличие от атомов и молекул, содержащих только полный оболочки. Как правило, они крайне реакционноспособны. Иммобилизованные свободные радикалы, как и их мобильные аналоги, весьма нестабильны, но могут получить некоторую кинетическую устойчивость из-за ограниченной подвижности и стерического эффекта. Хотя свободные радикалы обычно недолговечны, иммобилизованные свободные радикалы часто демонстрируют длительное время жизни, поскольку это снижает реакционную способность.
Некоторые аллотропы кремния, такие как аморфный кремний, демонстрирует высокую концентрацию оборванных связей. Помимо фундаментального интереса, эти оборванные связи являются важными в действии современных полупроводниковых приборов. Водород внедрённый в кремний в процессе синтеза хорошо известен как заменитель оборванных связей, а также другие элементы, такие как кислород.
В вычислительной химии, оборванные связи ошибки в созданной структуре, в которой атом случайно попал в окружение слишком малого числа соседей, или связь — это ошибочно нарисованный атом только с одного конца.